# Грезля (остановочный пункт)
Грезля — остановочный железнодорожный пункт Коростенской дирекции Юго-Западной железной дороги на линии Чернигов—Овруч, расположенный в между сёлами Гладковичи и Гусаровка. Название из-за реки Грезля, расположенной поблизости.

## История
Разъезд Грезля была открыт в 1930 году в составе ж/д линии Чернигов—Овруч. Изначально на станции осуществлялась продажа билетов на поезда местного (пригородного) следования. Разъезд был реорганизован в остановочный пункт. По состоянию местности на 1986 год: на топографической карте лист М-35-023 остановочный пункт обозначен.

## Общие сведения
Станция представлена одной боковой платформой. Имеет 1 путь.

## Пассажирское сообщение
Пассажирское сообщение станцией не осуществляется.